# Томиславград
Томиславград (на босненски: Tomislavgrad) познат също като Дувно, е град и община в югозападна Босна и Херцеговина, 10-и херцегбосненски кантон. Градът се намира в близост до границата с Хърватия.

## Етимология
Предишното име на града е Дувно, по-стара форма Думно. Римското му название е Делминиум, което произлиза от същия корен като далмати - илирийското население на източното крайбрежие на Адриатическо море. По времето на хърватските и босненските владетели е наричан Жупаняц, а в периода на османското владичество – Седиджедид.
През 1925 г. крал Александър I Караджорджевич отбелязва 1000-годишнината от създаването на Хърватското кралство затова градът получава името Томиславград в чест на хърватския крал Томислав, за когото се смята, че е коронован тук на Дувненското поле през 925 г. Името Томиславград се използва до 1945 г., когато отново се връща старото име Дувно чак до 1990-те години. Следва повторно преименуване на Томиславград както е и до момента.

## Общи сведения
Томиславград отстои на 38 km от Ливно, на 88 km от Мостар и на 162 km от Сараево. Площта на цялата община заема 966 km2

## Население
На територията на община Томиславград живеят 31 592 души според преброяването от 2013 г.